# Senaja
Senaja (Servisch cyrillisch Сенаја) is een plaats in de Servische gemeente Mladenovac. De plaats telt 444 inwoners (2002).